# Kazimierz Deyna
Kazimierz Deyna (23. říjen 1947, Starogard Gdański, Polsko – 1. září 1989, San Diego, USA) byl polský fotbalista. Hrával na pozici ofenzivního záložníka. Je bronzovým medailistou z mistrovství světa a dvojnásobným olympijským medailistou (zlato a stříbro). Je považován za největší legendu Legie Warszawa.

## Klubová kariéra

### Polsko
Původně začínal dospělý fotbal v ŁKS Łódź, ale přišel do věku, kdy měl nastoupit do armády a tak si ho po pouhém jednom zápase za Łódź vybrala armádní Legia Warszawa. Ve Varšavě se pro něj velmi důležitým stal jeho první trenér, Čechoslovák Jaroslav Vejvoda, ten v něm uviděl veliký talent a individuálně se mu věnoval. To přineslo ovoce, s Legií Warszawa se stal dvakrát mistrem Polska (1969, 1970) a jednou získal polský pohár (1973). V sezóně 1969/70 si s Legií zahrál například i semifinále PMEZ (dnešní Liga mistrů). Roku 1974 skončil v anketě Zlatý míč na třetím místě. V letech 1973 a 1974 získal v Polsku ocenění „Fotbalista roku“.

### Anglie
V průběhu kariéry se o něj zajímalo několik velkoklubů v čele s Realem Madrid, milánskými AC a Interem nebo Monakem. Odejít mu však bylo dovoleno až roku 1978, kdy za 100 000 liber přestoupil do Manchesteru City. Tvrdá anglická hra mu ale nesvědčila, často vysedával jen na lavičce nebo s ním trenér experimentoval na hrotu útoku. I tak ale za 3 roky v Anglii stihl v 38 zápasech na záložníka slušných 12 branek.

### USA

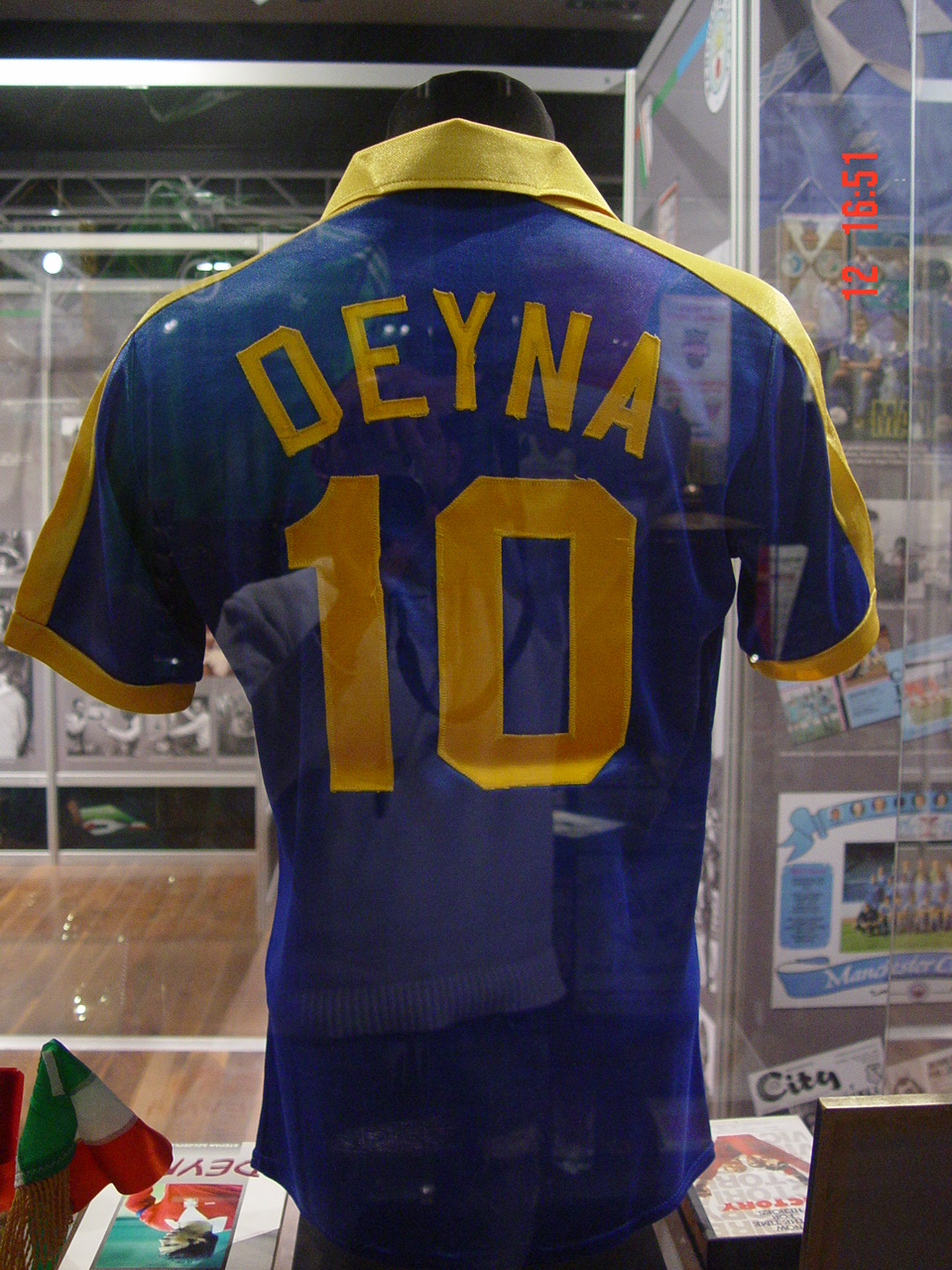
Originální dres z dob působení v San Diegu

V roce 1981 emigroval do Spojených států amerických, kam dostal nabídku od týmu San Diego Sockers. Tam byl opět za hvězdu a nasázel spoustu gólů. Fotbalovou kariéru ukončil v roce 1984. Za stejný klub nastupoval i v lize halového fotbalu a dvakrát s ním ovládl tamní soutěž, v té hrál až do roku 1987.

## Reprezentační kariéra
S polskou reprezentací získal bronzovou medaili na mistrovství světa roku 1974 (dostal se zde do all-stars týmu turnaje) a zúčastnil se i světového šampionátu roku 1978. Má též zlatou medaili z olympijských her v Mnichově 1972 (nejlepší střelec turnaje s 9 brankami) a stříbrnou z Montrealu 1976. Celkem za národní tým odehrál 97 utkání, v nichž vstřelil 41 branek.
Debutoval 24. května 1968 v Chořově proti Turecku (8:0). Poslední zápas v dresu „biało-czerwoných" odehrál v semifinálové skupině MS 1978 v Argentině proti Brazílii (1:3). Po přestupu na „západ" už povoláván nebyl.

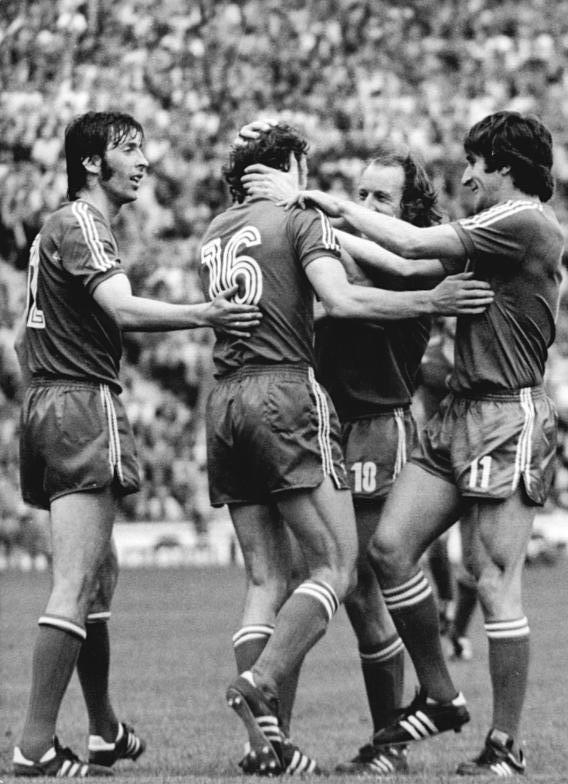
Deyna (vlevo) slaví se spoluhráči Latův gól v souboji o bronz na MS 1974 proti Brazílii (1:0)

## Smrt

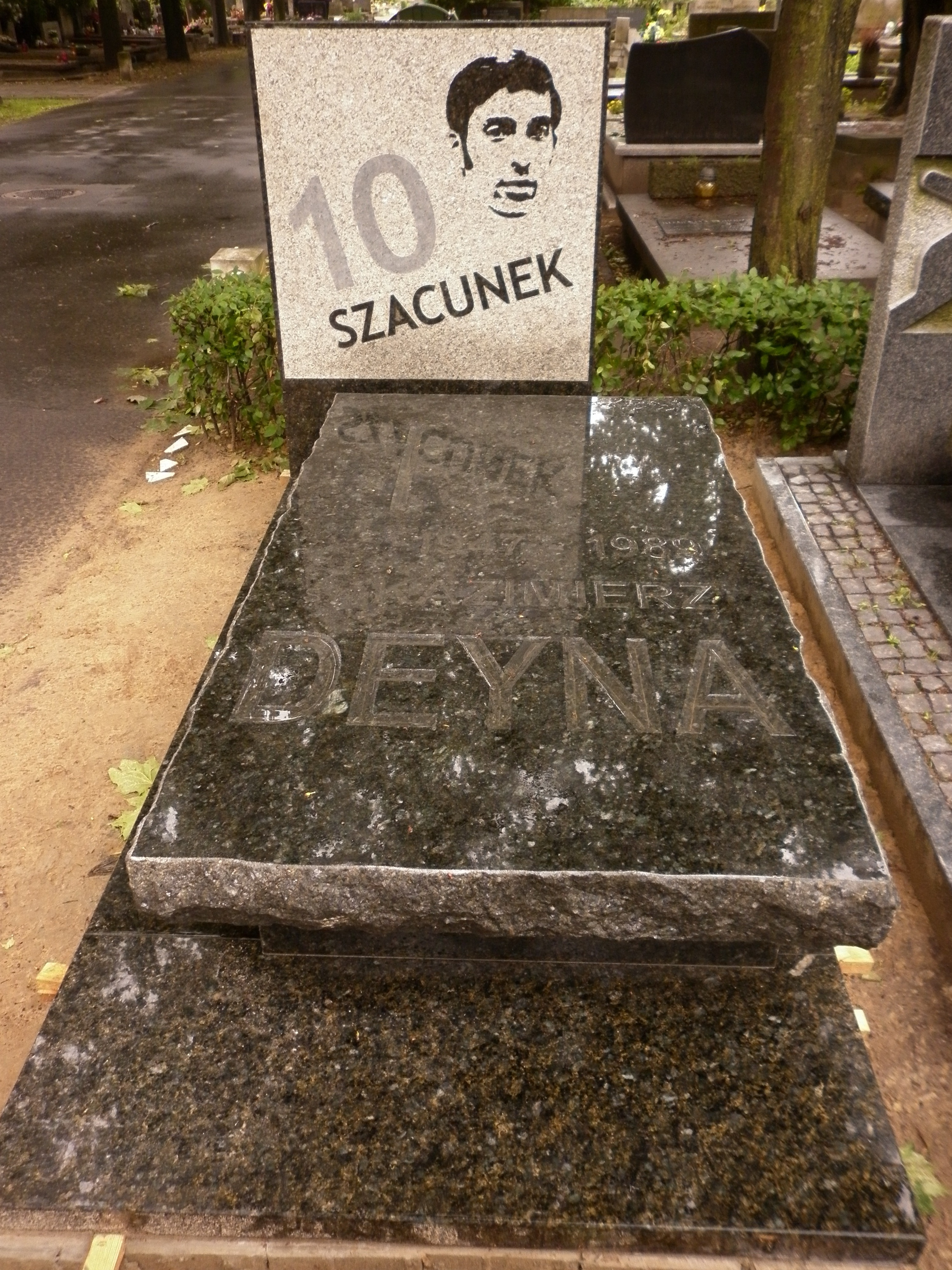
Hrob na varšavském armádním hřbitově

V noci z 30. srpna na 1. září 1989 se vracel svým autem z tréninku. Z neznámých důvodů narazil v plné rychlosti do nákladního auta stojícího v odstavném pruhu. Byl na místě mrtvý, byl dokonce tak znetvořen, že ho policie dokázala identifikovat jen podle řidičského průkazu, který u sebe měl. Bylo mu 41 let.

## Přezdívky
- „Kaka" - jeho chůze údajně připomínala kachnu a slovo kaka je hovorové označení pro kaczka (polsky kachna)[4][1]
- „General" - když dvěma góly vyřadil Saint-Etienne, začali mu francouzští novináři přezdívat Generál[4][1]

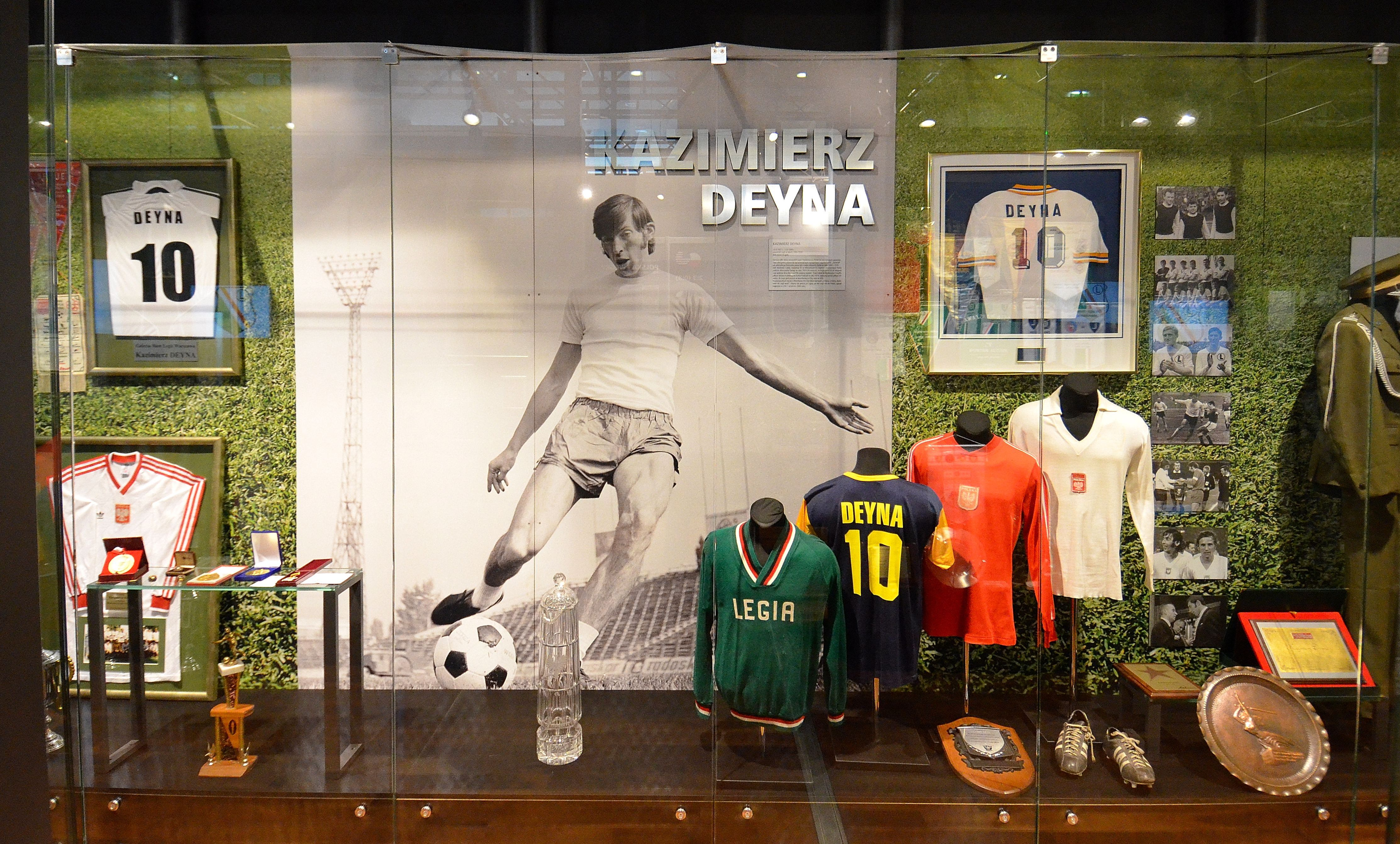
Expozice v muzeu Legie Warszawa

- Expozice v muzeu Legie Warszawa„Kaz/Kazik" - jednoduše zdrobnělina křestního jména[4][1]

## Zajímavost
- Hrál v americkém filmu Vítězství (Escape to Victory, 1981)